# メンフィス (ボズ・スキャッグスのアルバム)
『メンフィス』（Memphis）は、アメリカ合衆国の歌手ボズ・スキャッグスが2013年に発表したスタジオ・アルバム。429レコード移籍第1弾アルバムに当たる。

## 背景
本作のプロデューサーに起用されたスティーヴ・ジョーダンは、以前にもスキャッグスのアルバム『ディグ』（2001年）収録曲「コール・ザット・ラヴ」のソングライティングとレコーディング（ドラムス、ベース）に貢献した。スキャッグスは2013年のインタビューで、ジョーダンに関して「12年前に仕事をして、互いの音楽スタイルが気に入り、一緒に何かをする機会をうかがっていた」と語っている。レコーディングは主にメンフィスで行われ、スキャッグスによれば、メンフィスでのセッションは3日で終わり、翌日にはホーン・セクションやストリングスの録音も完了したという。
収録曲はカヴァーが中心で、スキャッグスのオリジナル曲は「ゴーン・ベイビー・ゴーン」と「サニー・ゴーン」の2曲のみである。アル・グリーンのカヴァー「ソー・グッド・トゥ・ビー・ヒア」では、本作制作時には既に死去していたウィリー・ミッチェル（オリジナル・ヴァージョンの共同プロデューサー）がストリングス・アレンジでクレジットされており、スキャッグスは「スタジオでは、ウィリー・ミッチェルがまるでそこにいまもいるような存在感があったよ」とコメントしている。

## 反響・評価
母国アメリカのBillboard 200では17位に達し、スキャッグスのアルバムとしては『ヒッツ』（1980年発売）以来の全米トップ40アルバムとなった。Thom Jurekはオールミュージックにおいて5点満点中4点を付け、スティーリー・ダンのカヴァー「パール・オブ・ザ・クォーター」を本作のハイライトとして挙げ「バンドの表現とレスター・スネルのストリングス・アレンジにより、初期のロックンロール、ドゥーワップ、メンフィス・ソウル、ニューオーリンズR&B、それにジャズが絶え間なく流れている」と評している。

## 収録曲
1. ゴーン・ベイビー・ゴーン - "Gone Baby Gone" (Boz Scaggs) - 3:35
2. ソー・グッド・トゥ・ビー・ヒア - "So Good to Be Here" (Michael Allen, Al Green) - 3:15
  - アル・グリーンのアルバム『リヴィン・フォー・ユー』（1973年）より。
3. ミックスト・アップ、シュック・アップ・ガール - "Mixed Up, Shook Up Girl" (Willy DeVille) - 3:44
  - ミンク・デヴィル（英語版）のアルバム『Cabretta』（1977年）より。
4. 雨のジョージア（英語版） - "Rainy Night in Georgia" (Tony Joe White) - 4:33
  - トニー・ジョー・ホワイトのアルバム『...Continued』（1969年）より。
5. ラヴ・オン・ア・トゥー・ウェイ・ストリート - "Love on a Two Way Street" (BB Keys, Sylvia Robinson) - 3:36
  - ザ・モーメンツのアルバム『Not on the Outside, But on the Inside, Strong!』（1969年）より。
6. パール・オブ・ザ・クォーター - "Pearl of the Quarter" (Walter Becker, Donald Fagen) - 3:27
  - スティーリー・ダンのアルバム『エクスタシー』（1973年）より。
7. キャデラック・ウォーク - "Cadillac Walk" (Moon Martin) - 4:26
  - ミンク・デヴィルのアルバム『Cabretta』（1977年）より。
8. コリーナ、コリーナ - "Corrina, Corrina" (Traditional) - 3:44
9. チェンジ・マイ・マインド - "Can I Change My Mind" (Barry Despenza, Carl Wolfolk) - 4:19
  - タイロン・デイヴィス（英語版）のアルバム『Can I Change My Mind』（1969年）より。
10. ドライ・スペル - "Dry Spell" (Jack Walroth) - 3:23
11. ユー・ガット・ミー・クライン - "You Got Me Cryin'" (Ewart Abner, Jimmy Reed) - 5:10
  - ジミー・リードのアルバム『アイム・ジミー・リード』（1958年）より。
12. サニー・ゴーン - "Sunny Gone" (B. Scaggs) - 4:33

### 日本盤ボーナス・トラック
1. ミックスト・アップ、シュック・アップ・ガール（デモ） - "Mixed Up, Shook Up Girl (Demo)" (W. DeVille) - 3:32
2. イット・テイクス・ア・ロット・トゥ・ラフ - "It Takes a Lot to Laugh (It Takes a Train to Cry)" (Bob Dylan) - 3:09

## 参加ミュージシャン
- ボズ・スキャッグス - リード・ボーカル、ギター、バックグラウンド・ボーカル
- レイ・パーカー・ジュニア - ギター
- ウィリー・ウィークス - エレクトリックベース、アップライト・ベース
- スティーヴ・ジョーダン - ドラムス、パーカッション、バックグラウンド・ボーカル、ストリングス・アレンジ、ホーン・アレンジ

アディショナル・ミュージシャン
- チャールズ・ホッジズ - オルガン(on #1, #2, #5, #6, #9)、ウーリッツァー・ピアノ(on #4)
- ジム・コックス - ローズ・ピアノ(on #1, #5)、ピアノ(on #3, #5, #6, #7, #12)、ウーリッツァー・ピアノ(on #6)、オルガン(on #12)
- レスター・スネル - ウーリッツァー・ピアノ(on #2, #9)、ストリングス・アレンジ(on #2, #6)、ホーン・アレンジ(on #6)
- スプーナー・オールダム（英語版） - ウーリッツァー・ピアノ(on #3, #5, #8, #10)、ピアノ(on #4)、オルガン(on #4)
- ジャック・アシュフォード - ヴィブラフォン(on #5)
- エディ・ウィリス - ギター(on #9)
- ケブ・モ - ドブロ・ギター(on #10)
- チャーリー・マッスルホワイト - ハーモニカ(on #10)
- リック・ヴィト - ギター(on #11)
- デヴィッド・ハンゲイト - ベース(on #11)
- シャノン・フォレスト - ドラムス(on #11)
- ウィリー・ミッチェル - ストリングス・アレンジ(on #2)
- ラニー・マクミラン - テナー・サクソフォーン
- ジム・ホーン - バリトン・サクソフォーン
- ベン・コーリー - トランペット
- ジャック・ヘイル - トロンボーン
- ジェシー・マンソン、Wen-Yih Yu、バリー・クーパー - ヴァイオリン
- ベス・ラスカム、ジェニファー・パケット - ヴィオラ
- マーク・ウォレス、ジョナサン・カークセイ - チェロ
- モネット・オーウェンズ - スポークン・ワード(on #9)、バックグラウンド・ボーカル
- クレイトーヴェン・リチャードソン - バックグラウンド・ボーカル